# Anatomía de la Crítica
Anatomía de la Crítica: Cuatro Ensayos (Princeton  University Press, 1957) es un libro escrito por crítico literario y teórico canadiense Northrop Frye que trató de formular una visión general del ámbito, teorías, principios, y las técnicas de crítica literaria derivadas exclusivamente de la literatura. Frye conscientemente omite toda crítica concreta y práctica, en cambio ofrece teorías de modos, símbolos, mitos y géneros de inspiración clásica, que el  denominó "un grupo interconectado de sugerencias". El enfoque literario propuesto por Frye en Anatomía era altamente influyente en las décadas anteriores a la crítica deconstructivista y otras expresiones de posmodernismo que empezaron a tener fama en la academia estadounidense hacia los años 80s.
Los cuatro ensayo de Frye están colocados entre "Introducción Polémica" y una "Conclusión Tentativa." Los cuatro ensayos están titulados como "Crítica Histórica; Teoría de Modos", "Crítica Ética: Teoría de Símbolos", "Crítica Arquetípica: Una Teoría de Mitos", y "Crítica Retórica: Teoría de Géneros."

### Introducción Polémica
El propósito de la introducción es defender la necesidad de la crítica literaria, para distinguir la crítica literaria genuina de otras formas de crítica, y aclarar la diferencia entre la experiencia literaria directa y el estudio sistemático de la crítica literaria.
Hay una serie de razones por qué la introducción es considerada como "polémica". En defensa de la necesidad de crítica literaria, Frye se opone a la noción común que Tolstoy y el Romanticismo comparten acerca de que "gusto natural" es superior al aprendizaje académico (y por extensión, a la crítica). Frye también acusa un número de métodos de crítica (p. ej. Marxista, Freudiano, Jungian, Neo-clásico, etc.) por ser la personificación de la falla determinística. El no se opone a estas ideologías en particular, pero ve la aplicación de ideología externa a la literatura, como la desviación de una crítica genuina. Esto resulta en subjetivar un trabajo de literatura con una filosofía individual, y la exaltación o degradación de los autores de acuerdo con su conformidad con aquella filosofía.
Otro punto es distinguir la diferencia entre el gusto personal y la crítica genuina. El gusto personal se deja fácilmente influir por la moral, valores y gustos prevalecientes de la sociedad del crítico en ese punto de la historia. Si el gusto sucumbe enteramente a fuerzas sociales el resultado es el mismo que conscientemente adoptar una ideología externa, como se describió anteriormente. Aun si existe un consenso entre críticos que el trabajo de John Milton es más fructífero que el de Richard Blackmore (usando el ejemplo de Frye), un crítico contribuye muy poco diciendo eso. En pocas palabras, los juicios de valor contribuyen poco a una crítica significativa.
En lugar de una crítica sin sentido, Frye propone una crítica literaria genuina que extrae su método desde el cuerpo de la literatura misma. La crítica literaria debería ser un estudio sistemático de trabajos literarios, como la física de la naturaleza y la historia a la acción humana. Frye hace la suposición explícita de que para que el estudio sistemático sea posible, el cuerpo de la literatura ya debe poseer una naturaleza sistemática, Frye afirma que todavía sabemos muy poco sobre este sistema y que el estudio sistemático de la literatura ha progresado poco desde Aristóteles.
Frye concluye su introducción señalando las debilidades de su propio argumento. El menciona que la introducción es polémica, pero está escrita en primera persona para reconocer la naturaleza individual de su opinión. Él concede que los siguientes ensayos solo pueden dar un vistazo preliminar y probablemente inexacto del sistema literario. Admite haber hecho amplias generalidades que pueden probarse falsas con frecuencia a la luz de ejemplos particulares. Finalmente, el destaca que mientras muchos sienten una “Repugnancia emocional”" a la esquematización de la poesía, la esquematización debe ser considerada como un aspecto de la crítica, no como la experiencia vibrante, personal y directa de la obra en si, por mucho que el geólogo se aleje de su trabajo o su trabajo sistemático para disfrutar de la belleza de las montañas

### "Crítica Histórica: Teoría de Modos"
La sistematización literaria de Frye comienza con tres aspectos de la poesía dados por Aristóteles en Poética: mythos (trama), ethos (caracterización), y dianoia (idea/tema). Frye ve trabajos literarios situándose en alguna parte continua entre ser impulsado por la trama, como en la mayoría de ficción, e impulsado por ideas, como en los ensayos y poesía lírica. El primer ensayo comienza explorando los diferentes aspectos de la ficción (subdivididos en trágico y comido) en cada modo y termina con una discusión similar de literatura temática.
Frye divide su estudio de la tragedia, cómedia y literatura temática en 5 “modos”, cada uno identificado con una época literaria específica: mítica, romántica, mímesis alta, mímesis baja e irónica. Esta categorización es una representación del ethos, o caracterización y relata como el protagonista es retratado en respecto al resto de la humanidad y el entorno del protagonista. Frye sugiere que las civilizaciones clásicas progresaron históricamente a través del desarrollo de estos modos, y algo similar pasó en la civilización occidental durante los tiempos medieval y moderno. El especula que la ficción contemporánea puede experimentar un regreso al mito, y completar un ciclo de los cinco modos. Frye argumenta que cuando la ironía es llevada a los extremos, regresa al modo del mito; este concepto de recursión de ciclos históricos es familiar desde Giambattista Vico y Oswald Spengler.
La tragedia trata de la separación del héroe de la sociedad.
- La tragedia mítica trata de la muerte de los dioses.
- La tragedia romántica nos presenta elegías que lamentan la muerte de héroes como Arthur o Beowulf.
- La tragedia mimética alta, presenta la muerte de un humano noble tales como Otelo o Edipo.
- La tragedia mimética baja nos muestra la muerte o sacrificio de un ser humano ordinario y evoca el pathos, como con Tess de Thomas Hardy, o Daisy Miller de Henry James.
- El modo irónico nos muestra a menudo la muerte o sufrimiento de un protagonista que es tanto débil y lamentable comparado al resto de la humanidad y el entorno del protagonista; los trabajos de Franz Kafka nos dan varios ejemplos de ello. En otros casos el protagonista no es necesariamente más débil que la persona promedio, pero aun así sufre una severa persecución a manos de una sociedad degenerada. Hester Prynne de Nathaniel Hawthorne, y Tess de Hardy ejemplifica este trato.

La comedia tiene que ver con la integración de la sociedad
- La comedia mítica trata de la aceptación dentro de la sociedad de los dioses, comúnmente a través de una serie de pruebas como con Hércules o a través de la salvación o la Asunción como en la Biblia.
- En los modos románticos cómicos, el escenario es pastoral o idílico, y hay una integración del héroe con una forma idealizada y simplificada de la naturaleza.
- La comedia mimética alta involucra a un protagonista central fuerte que construye su propia sociedad por la fuerza bruta, defendiéndose de toda oposición hasta que el protagonista termina con todo el honor y las riquezas que merece; las obras de Aristófanes o algo como Próspero de Shakespeare son ejemplos.
- La comedia mimética baja a menudo muestra la elevación social del héroe o la heroína y, a menudo, termina en matrimonio.
- La comedia irónica es tal vez más difícil, y Frye le dedica una buena cantidad de espacio que los otros modos cómicos. Por un extremo, la comedia irónica bordea con el salvajismo, el infligir dolor a una víctima indefensa. Algunos ejemplos de esto incluyen historias de linchamientos, misterios de asesinato, o sacrificios humanos.  humanos. Aun así, la comedia irónica también puede ofrecer una sátira mordaz de una sociedad repleta de esnobismo. Incluso puede representar a un protagonista rechazado por la sociedad (fallando así la típica reintegración cómica) pero que parece más inteligente que la sociedad que lo rechaza. Aristófanes, Ben Jonson, Molière, Henry Fielding, Sir Arthur Conan Doyle, y Graham Greene ofrecen ejemplos de una amplia gama de posibilidades de la comedia irónica.

Finalmente, Frye explora la naturaleza de la literatura temática en cada modo. Aquí, el contenido intelectual es más importante que la trama, por lo que estos modos están organizados en lo que se considera más autoritario o educativo en el momento. Además, estos modos tienden a organizarse por estructura social.
- En los manuscritos del modo mítico, prevalece la literatura que aclama inspiración divina.
- En el romántico, los dioses se han retirado al cielo y corresponde a los cronistas en una sociedad nómada recordar las listas de nombres de patriarcas, los proverbios, tradiciones, encantamientos, hazañas, etc.
- En el modo mimético alto, la sociedad está estructurada en torno a una ciudad capital, y las epopeyas "nacionales" como El Faerie Queene y El Lusiad sin típicas.
- En la baja mimética, la exposición temática tiende al individualismo y al romanticismo. Las propies ideas y pensamientos individuales del autor, son ahora el centro de autoridad, como lo ejemplifica el Preludio de William Wordsworth.
- Finalmente, en el modo irónico, el poeta figura como un mero observador más que como un comentarista autoritario, produciendo una escritura que tiende a enfatizar la discontinuidad y la anti-epifanía. La Tierra Baldía  de T. S. Eliot y  Finnegans Wake de James Joyce, ejemplifican este modo temático.

### "Crítica Ética: Teoría de Símbolos"
Ahora que Frye ha establecido su teoría de los modos, propone cinco niveles o fases, de simbolismo, cada fase posee independientemente su propio mito, ethos y dianoia, como se expone en el primer ensayo. Estas fases se basan en los cuatro niveles de la alegoría medieval (las dos primeras fases constituyen el primer nivel). Además, Frye relaciona las cinco fases con las edades del hombre expuestas en el primer ensayo. Frye define un símbolo literario como: "cualquier unidad de cualquier estructura literaria que pueda aislarse para la atención crítica".
Fases simbólicas:
- Literal/descriptivo (Motivos y Signos)
- Formal (Imagen)
- Mítico (Arquetipo)
- Anagógica (Mónada)

La fase descriptiva exhibe la propiedad centrífuga o externa de un símbolo. Por ejemplo, cuando una palabra como 'gato' evoca una definición, imagen, experiencia o cualquier propiedad relacionada con la palabra 'gato' externa al contexto literario del uso particular, tenemos la palabra tomada en el sentido descriptivo. Frye etiqueta cualquier símbolo como un signo. No define el signo más allá de este sentido de señalar lo externo, ni se refiere a ninguna teoría semiótica particular.
En oposición al signo está el motivo que es un símbolo tomado en la fase literal. Esta fase demuestra la dirección interna o centrípeta, del significado, mejor descrita como el significado contextual del símbolo. Para Frye, literalmente significa casi lo contrario de su uso en el habla común; decir que algo "literalmente" significa algo generalmente implica referirse a una definición externa al texto. En cambio, literal se refiere al significado del símbolo en su situación literaria específica, mientras que descriptivo se refiere a la connotación personal y la definición convencional. Finalmente, Frye establece una analogía entre el ritmo y la armonía con las fases literal y descriptiva respectivamente. La fase literal tiende a ser horizontal, dependiendo de lo que viene antes y después del símbolo, mientras que la fase descriptiva tiende a estar expuesto en el espacio, con significados externos que varían en la proximidad al significado contextual.
Frye introduce a continuación la fase formal, encarnada por la imagen, para definir la capa de significado que resulta de la interacción de la armonía y el ritmo de los signos y motivos. Las imágenes repetidas con mayor frecuencia establecen el tono de la obra (como con el color rojo en Macbeth), y las imágenes menos repetidas contrastan con este fondo tonal. Esta sección del ensayo da una representación fiel del formalismo literario (también conocido como formalismo norteamericano). La representación del formalismo de Frye aquí es única; sin embargo, esta mostrado como parte de un sistema más amplio de crítica literaria que Frye describe en toda la obra. La noción de forma (y quizás la fase literal de Frye) se basa en gran medida en la suposición de un significado inherente dentro del texto, un punto cuestionado por los críticos deconstruccionistas.
La fase mítica es el tratamiento de un símbolo como arquetipo. Este concepto se relaciona más estrechamente con la intertextualidad considera que el símbolo en una obra está interconectado con un simbolismo similar en todo el cuerpo de la literatura. Mientras que Frye trata los mitos y arquetipos desde una perspectiva más amplia en el tercer ensayo, en esta sección se centra en el método crítico de rastrear la herencia de un símbolo a través de obras literarias anteriores y posteriores a la obra en cuestión. Frye argumenta que la convención es una parte vital de la literatura y que los derechos de autor son perjudiciales para el proceso de creación literaria. Frye señala el uso de la convención en Shakespeare y Milton como ejemplos para fortalecer su argumento de que incluso la copia literal del texto y la trama no implica la muerte de la creatividad. Además, Frye argumenta que los escritores románticos y anticonvencionales como Walt Whitman tienden a seguir las convenciones de todos modos. En la crítica, el estudio de la fase arquetípica de un símbolo es similar a la perspectiva de la "naturaleza" en el debate psicológico sobre naturaleza versus crianza. En lugar de ver el símbolo como un logro único del autor o como una cualidad inherente del texto, la fase arquetípica sitúa el símbolo en su sociedad de análogos literarios como un producto de sus antepasados convencionales.
Finalmente, Frye propone un anagogic fase donde un símbolo está tratado como monad. El anagogic el nivel de alegoría medieval trató un texto cuando expresando el significado espiritual más alto. Por ejemplo, Beatrice de Dante en la Comedia Divina representaría la novia de Cristo, i.e, la Iglesia católica. Frye Hace el argumento aquello no sólo es allí una conexión lateral de arquetipos a través de intertextuality, pero que  hay un transcendent casi unidad espiritual dentro del cuerpo de literatura. Frye Describe el anagogic en literatura como "la imitación de la acción social infinita y el humano infinito pensaron, la mente de un hombre quién es todos los  hombres , la palabra creativa universal qué es todas las  palabras."

### "Critica Arquetípica: Teoría de Mitos"
Frye comienza el ensayo sobre el mito como la fuente de toda la literatura (como forma de arte visual, auditivo y textual), las pinturas (como forma de arte visual) y la música (como forma de arte auditivo). Las estructuras y patrones subyacentes de todas estas formas son similares, aunque tienen un estilo único propio. 
| Seis Mundos (Cuando descrito en Cadena Grande de Ser Por Aristóteles) | Asociaciones míticas en Visión trágica                   | Asociaciones míticas en Visión de cómic |
| --------------------------------------------------------------------- | -------------------------------------------------------- | --------------------------------------- |
| Divino                                                                | Dios diabólico, enojado                                  | Dios                                    |
| Humano                                                                | Hombre malvado, dirigente tirano                         | Buen Hombre, héroe                      |
| Animal                                                                | Pájaros de presa (lobo, serpiente, buitre)               | Cordero                                 |
| Vegetal                                                               | Árbol de muerte, bosque siniestro, cactus                | Jardín de Eden                          |
| Mineral (aplicado a ciudad)                                           | Desierto, rocas, ruinas de castillos                     | Bethlehem En Jerusalén, templo          |
| Agua                                                                  | Mar de destrucción, agua de la muerte, Monstruos marinos | Agua de la vida, vino                   |

El tercer ensayo es la culminación de la teoría de Frye en el sentido de que une los elementos de caracterización y cada una de las cinco fases simbólicas presentadas en los dos primeros ensayos en un todo orgánico. Este todo está organizado en torno a una metáfora del deseo y la frustración humana tal como se manifiesta en la Cadena de los Seres (divino, humano, animal, vegetal, mineral y agua) por analogía con las cuatro estaciones.
| Estación     | Géneros  | Ciclo de vida         | Mito asociado                         |
| ------------ | -------- | --------------------- | ------------------------------------- |
| Primavera    | Comedia  | Nacimiento (vida)     | Mito de nacimiento                    |
| Summer       | Románico | Juventud, Crecimiento | Mito del triunfo, armonía             |
| Autumn/caída | Tragedia | Viejo, Madurez        | Mito de caída, decadencia, separación |
| Invierno     | Ironía   | Muerte                | Mito de caos, muerte, oscuridad       |

En un polo tenemos imágenes apocalípticas que tipifican la revelación del cielo y el cumplimiento final del deseo humano. En este estado, la estructura literaria apunta hacia la unificación de todas las cosas en un solo símbolo analógico. Lo último de lo divino es la deidad, de lo humano es Cristo (o cualquier otro ser que encarna la unidad de la humanidad en su culminación espiritual), de lo animal es el cordero, de lo vegetal es el Árbol de la Vida o parra, y del mineral es la Nueva Jerusalén o ciudad de Dios.
En el polo opuesto se encuentra la imaginería demoníaca que tipifica el incumplimiento, la perversión o la oposición del deseo humano. En este estado, las cosas tienden hacia la anarquía o la tiranía. Lo divino es un Dios enojado e inescrutable que exige sacrificio, lo humano es el anti-Cristo tiránico, lo animal es un depredador como un león, lo vegetal es la madera malvada que se encuentra al comienzo del Inferno de Dante o "Young Goodman Brown" de Hawthorne. ", y la ciudad es la distopía encarnada en 1984 de Orwell o El Castillo de Kafka.
| Seis Mundos (Cuando descrito en Cadena de los Seres por Aristóteles) | Imaginería Apocalíptica (Celestial)    | Imaginería Demoniaca (Infernal)                                  | Imaginería analógica   | Imaginería analógica                        | Imaginería analógica                                    |
| -------------------------------------------------------------------- | -------------------------------------- | ---------------------------------------------------------------- | ---------------------- | ------------------------------------------- | ------------------------------------------------------- |
| Seis Mundos (Cuando descrito en Cadena de los Seres por Aristóteles) | Imaginería Apocalíptica (Celestial)    | Imaginería Demoniaca (Infernal)                                  | Analogía de Inocencia  | Analogía de Experiencia                     | Analogía de Razón & la Naturaleza                       |
| Divino                                                               | Dios, Cristo                           | Dios enojado                                                     | Cristo                 | (Muy poco espacio)                          | Rey con courtly amor mistress                           |
| Humano                                                               | Hombre bueno, héroe                    | Tiranos, dictadores, Dirigentes con mal ego                      | Niños                  | (Parodia de la vida ideal)                  | Rey con courtly amor mistress                           |
| Animal                                                               | Cordero                                | Dragón, buitre, serpiente, lobo                                  | Cordero                | Simio, tigre, chimpancé                     | Caballo (animal de belleza orgullosa), Unicornio, Fénix |
| Vegetal                                                              | Jardín                                 | Árbol de muerte, bosque siniestro                                | Jardín de Eden         | Granja, campo agrícola                      | Jardín con edificio grande                              |
| Mineral (Aplicado a ciudad)                                          | Bethlehem en Jerusalén, Ciudad de Dios | Desierto, castillo abandonado                                    | Bethlehem En Jerusalén | Laberinto en moderno acropolis, wasteland   | Ciudad con tribunal en centro                           |
| Agua                                                                 | Agua de vida, río                      | Agua de muerte, monstruos de mar, Mar-tormenta, whirlpool, nieve | Vino, agua de río      | Mar destructivo (Mar salobre , contaminado) | Río Támesis (Como río disciplinado)                     |

Finalmente tenemos la imaginería analógica, o más simplemente, representaciones de estados que son similares al paraíso o al infierno, pero no idénticos. Hay una gran variedad en la imaginería de estas estructuras, pero los animales domesticados y los gobernantes sabios son comunes en estructuras análogas a las apocalípticas (analogía de la inocencia), mientras que los aristócratas depredadores y las masas que viven en la miseria caracterizan la analogía con lo demoníaco (analogía de la experiencia).
Frye luego identifica el modo mítico con el apocalíptico, el irónico con el demoníaco, y el romántico y la mímesis baja con sus respectivas analogías. La mímesis alta entonces, ocupa el centro de los cuatro. Este orden le permite a Frye colocar los modos en una estructura circular y señalar la naturaleza cíclica del mito y los arquetipos. En este escenario, la literatura representa el ciclo natural de nacimiento, crecimiento, madurez, decadencia, muerte, resurrección, renacimiento y la repetición del ciclo. El resto del capítulo trata del ciclo de las cuatro estaciones representado por cuatro mitos: comedia,, romance, tragedia e ironía o sátira.

### "Crítica Retórica: Teoría de Géneros"
En los tres primeros ensayos, Frye se ocupa principalmente de los tres primeros elementos de los elementos de la poesía de Aristóteles (es decir, mythos, ethos, dianoia). En el cuarto ensayo, explora los últimos tres elementos:
- melos - el elemento relacionado con el aspecto tonal y musical de la literatura
- léxico - la palabra escrita, situada en algún lugar entre los aspectos musicales y visuales. Puede denominarse dicción (oído) o imágenes (ojo) según el enfoque crítico.
- opsis - el elemento que se ocupa de los aspectos visuales de la literatura

Mientras que mythos es la imitación verbal de la acción y dianoia la imitación verbal del pensamiento (el ethos está compuesto por los dos), melos y opsis (con el lexis compuesto por los dos) se corresponden, aunque vistos desde una perspectiva (retórica) diferente. Frye identifica la conexión como tal: "El mundo de la acción y los eventos sociales... tiene una asociación particularmente fuerte con el oído... El mundo del pensamiento y la idea individuales tiene una conexión correspondientemente estrecha con el ojo...". (Frye, 243).
La retórica significa dos cosas: discurso ornamental (opsis) y discurso persuasivo (melos). La crítica retórica, entonces, es la exploración de la literatura a la luz de melos, opsis y su interacción como se manifiesta en lexis.
El radical de la presentación —la relación (o relación idealizada) entre el autor y el público— es otra consideración. La diferencia en el género no se basa en consideraciones de actualidad (ciencia ficción, romance, misterio), ni en la longitud (por ejemplo, las epopeyas son largas, las letras son cortas), sino en lo radical de la presentación. Como tal, Frye propone un total de cuatro géneros distintos:
- epos: el autor habla directamente a la audiencia (por ejemplo, narración de historias, discurso formal).
- Ficción: el autor y la audiencia están ocultos entre sí (por ejemplo, la mayoría de las novelas).
- drama: el autor está oculto a la audiencia; la audiencia experimenta el contenido directamente.
- lírica - La audiencia está "oculta" del autor; es decir, los oyentes "escuchan" al hablante.

Estos cuatro géneros forman el principio organizador del ensayo, primero examinando el tipo distintivo de ritmo de cada uno, luego observando las formas específicas de cada uno más de cerca. A medida que Frye describe cada género, explica la función de melos y opsis en cada uno. Para comprender los melos de Frye, es importante tener en cuenta [¿según quién?] Su uso contrario a la intuición del término "musical". Sostiene que el uso común del término es inexacto a los efectos de la crítica, extraído de la analogía con la armonía, una relación estable. La música, sin embargo, no consiste en una relación plástica, estática, continuamente estable, sino en una serie de disonancias que se resuelven al final en una relación estable. La poesía que contiene poca disonancia, entonces, tiene más en común con las artes plásticas que con la música.
La presentación original de la epopeya era ta epe (lo que se habla), y cuando un autor, orador o narrador se dirige directamente a una audiencia visible, tenemos epos. El ritmo de los epos es el de la recurrencia (es decir, acento, métrica, patrones de sonido). Estos son los ritmos más comúnmente asociados con la poesía.
"Ficción" es un término vago que utiliza Frye para evitar introducir demasiados términos nuevos. Parte de la dificultad proviene del hecho de que este es el único de los cuatro géneros que no tiene precedentes en la antigüedad. Reconoce haber usado el término anteriormente en un sentido diferente. En este ensayo, el término se refiere a la literatura en la que el autor se dirige a la audiencia a través de un libro, o más simplemente, prosa. El ritmo de la prosa es el de la continuidad del sentido.
El drama se encuentra a medio camino entre la epopeya y la ficción, o más exactamente, su dicción debe adecuarse al escenario y al personaje. Algunos personajes pueden estar orientados a melos, hablando en métrica o con varios efectos retóricos en canciones y bromas. Otros pueden estar orientados a la opsis, hablando más en prosa y transmitiendo contenido ideológico. La mayoría de los personajes se alternan según la situación dramática. Tal unión del lenguaje apropiado con el personaje y el escenario (ethos) define un ritmo de decoro, el ritmo distintivo del drama.
La poesía lírica clásica presenta a menudo a un pastor hablando de su amor; es escuchado por su audiencia. Sin embargo, el carácter distintivo de la lírica proviene más de su ritmo peculiar que de este radical de representación. Frye describe este ritmo como asociativo en lugar de lógico y es la materia de los sueños y el subconsciente. Está estrechamente relacionado con el canto, y aunque se encuentra en toda la literatura, es más evidente en ciertos tipos de literatura que en otros. En este punto, Frye sugiere una conexión entre los cuatro modos históricos y los cuatro géneros. En este sentido, lo lírico es típico de la era irónica: así como el protagonista irónico se ha alejado de la sociedad, el poeta lírico hace declaraciones sin tener en cuenta a la audiencia. El ritmo lírico se ve muy claramente en Finnegans Wake de Joyce, una obra basada casi por completo en balbuceos asociativos y la emisión de sueños.

## Misceláneo
- La dedicación latina al principio, "Helenae Uxori" es para la esposa de Northrop, Helen.
- La risa de Bergson puede proporcionar una vista complementaria encima de la comedia.
- El libro evolucionado fuera de una introducción a Spenser es El Faerie Queene: "la introducción a Spenser devenía una introducción a la teoría de alegoría" Frye lo aporoó(p. vii).